# Sibiu Cycling Tour
Il Sibiu Cycling Tour è una corsa a tappe maschile di ciclismo su strada che si svolge ogni luglio intorno a Sibiu, in Romania. Si svolge dal 2011 e dallo stesso anno fa parte del calendario UCI Europe Tour, come gara di classe 2.2 fino al 2012, poi come gara di classe 2.1.

## Albo d'oro
Aggiornato all'edizione 2025.
| Anno | Vincitore          | Secondo             | Terzo                |
| ---- | ------------------ | ------------------- | -------------------- |
| 2011 | Vladimir Koev      | Alessio Marchetti   | Oleksandr Šejdyk     |
| 2012 | Víctor de la Parte | Matija Kvasina      | Artëm Topčanjuk      |
| 2013 | Davide Rebellin    | Matija Kvasina      | Constantino Zaballa  |
| 2014 | Radoslav Rogina    | Davide Rebellin     | Primož Roglič        |
| 2015 | Mauro Finetto      | Davide Rebellin     | Serghei Țvetcov      |
| 2016 | Nikolaj Mihajlov   | Francesco Gavazzi   | Alex Turrin          |
| 2017 | Egan Bernal        | Colin Stüssi        | Valentin Baillifard  |
| 2018 | Iván Sosa          | Aleksej Rybalkin    | Aleksandr Vlasov     |
| 2019 | Kevin Rivera       | Daniel Muñoz        | Radoslav Rogina      |
| 2020 | Gregor Mühlberger  | Patrick Konrad      | Matteo Badilatti     |
| 2021 | Giovanni Aleotti   | Fabio Aru           | Michal Schlegel      |
| 2022 | Giovanni Aleotti   | Harm Vanhoucke      | Cian Uijtdebroeks    |
| 2023 | Mark Donovan       | Lennert Van Eetvelt | Jakub Otruba         |
| 2024 | Florian Lipowitz   | Andreas Leknessund  | George Bennett       |
| 2025 | Matthew Riccitello | David de la Cruz    | Odd Christian Eiking |